# Wolfgang Gremmel
Wolfgang Gremmel (* 25. April 1948 in Groß-Himstedt, Söhlde) ist ein ehemaliger deutscher Handballschiedsrichter und -funktionär. Er war von 1998 bis 2013 als Vizepräsident des Deutschen Handballbunds für die Finanzen verantwortlich.
Er bildete mit seinem Zwillingsbruder und Teampartner Manfred Gremmel das Kult-Schiedsrichtergespann des deutschen Handballs.
Seine Karriere als Schiedsrichter dauerte von 1970 bis 1998. Seit 1980 gehörte er dem DHB-Kader an und seit 1988 dem EHF/IHF-Kader. Nach seiner aktiven Zeit war Gremmel zeitweise Vizepräsident des DHB.
Im Juli 2015 wurde Gremmel für sein ehrenamtlichen Engagement mit dem Bundesverdienstkreuz am Bande ausgezeichnet.